# Giovanni Viotti
Giovanni Viotti (italià: Giovanni Battista Viotti)  (Fontanetto Po, 12 de maig de 1755 - Londres, 3 de març de 1824), nom complet Giovanni Battista Viotti, fou un violinista i compositor italià. Va ser el fundador de la tècnica moderna del violí i un dels més notables compositors per aquest instrument.

## Biografia
Fill d'un modest ferrer, el seu extraordinari talent musical es mostrà ja als 8 anys, executant primorosament en un petit violí que li havia regalat el seu pare obres de força dificultat apreses sense cap mestre. Llur fama de nen prodigi arribà a oïdes del bisbe de Stambino, que el recomanà a la protecció del príncep de la Cisterna a Torí. Aquest magnat es feu càrrec de l'educació musical del petit Giovanni, donant-li com a mestre el famós Gaetano Pugnani, què, entusiasmat amb el deixeble, emprengué el 1780 una gran gira de concerts per Alemanya, Rússia, Londres i París.
La primera vegada que Viotti va actuar en públic com a solista fou a Gènova l'any 1780. A París es presentà en públic el 15 de març de 1782, prenent part en un dels Concerts Spirituels, causant tan gran impressió, que fou unànime l'opinió de què la seva tècnica avantatjava a la de tots els violinistes escoltats fins llavors.
El 1784 fou nomenat violinista de cambra per la reina Maria Antonieta d'Àustria i poc temps després mestre de capella del duc de Soubisse. Cap d'aquests càrrecs foren conservats massa temps per Viotti, home de caràcter rar, inquiet i poc donat a les grans exhibicions. Sent com era, un mestre insuperable del violí, li repugnava aparèixer davant els auditoris nombrosos i preferia tocar en el reduït cercle d'uns quants deixebles i amics íntims, entre ells el compositor Cherubini.
Des del 1787 les aparicions públiques de Viotti cessaren quasi per complet. A partir d'aquesta època comença la seva atzarosa vida, plena d'adversitats. Empresari amb Leonard, el perruquer de Maria Antonieta, del Theâtre de Monsieur, que actuava sota el patronat del comte de Provença, germà del rei, el seu noble propòsit de restaurar les glòries de l'òpera italiana al Regne de França va fracassar per efecte de la revolució.
Viotti, sospitós de monarquisme, es veié obligat a fugir de París, refugiant-se amb altres realistes a Londres, on arribà el juliol de 1792. Seguiren quatre anys de relativa tranquil·litat pel mestre, doncs, arruïnat completament pel fracàs de la seva empresa teatral a París, va poder eludir la constant persecució de la mala sort mercès als ingressos que li proporcionaven alguns concerts i la direcció del King's Theater, on es feien representacions d'òpera italiana.
Allunyat de Londres el 1798 a conseqüència d'una intriga política, passà a Schönfeldz (Hamburg), residint allí tres anys completament dedicat a la composició i l'ensenyament i on va tenir entre els seus alumnes a Friedrich Wilhelm Pixis. El 1801 tornà de nou a Londres, però per raons que s'ignoren no hi trobà el mateix ambient acollidor que en llur anterior permanència. D'aquell període obscur en la vida de l'artista només se'n sap que emprengué un negoci de vi, que li ocasionà grans pèrdues.
El 1802 feu un viatge a París, donant a conèixer als seus admiradors i amics íntims els últims duets i trios que havia compost a Schönfeldz, repetint llurs visites a la capital de França el 1814 i 1818. En aquest últim any el seu antic protector el comte de la Provença, que havia ascendit al tron amb el nom de Lluís XVIII, l'anomenà director de l'Òpera, però com que en aquest teatre es va produir el 13 de febrer l'assassinat del duc de Berry, nebot del monarca, hagué de tancar les portes, refugiant-se la companyia, primer en el Théâtre Favart i després en el Théâtre Louvois. Aquestes contínues mudances foren desastroses per l'òpera italiana i la seva fallida definitiva obligà a Viotti a instal·lar-se altra volta a Londres el 1822.
Amb una salut delicada per tantes lluites i tants infortunis, aquesta va anar empitjorant ràpidament, morint en la misèria més gran i aclaparat pels deutes, la major part de resultes de llur negoci de vins. Per saldar aquests deutes, Viotti disposava en el seu testament que embarguessin les úniques coses de valor que posseïa en morir: dos concerts en manuscrit, un violí Klotz i un Stradivarius, "aquest últim instrument, deia el testador, crec que produirà diners". Viotti no fou solament el millor violinista del seu temps, sinó el fundador de la moderna escola de violí.
El famós Pugnani li transmeté les tradicions de la cèlebre escola italiana creada per Corelli, però, sense prejudici d'aquests ensenyaments, el cert és que l'estil clàssic semblava innat en Viotti i que la dignitat i puresa de llurs interpretacions corrien parella amb l'insuperat domini tècnic de l'instrument. "Viotti", deia d'ell el seu fervorós admirador Baillot, "posseeix un arc de cotó, dirigit pel braç d'Hèrcules".
La mateixa noblesa d'estil que reconeixen tots els seus contemporanis en Viotti s'evidencia en llurs composicions, les quals, si bé és cert que manquen d'originalitat potent, estan dignificades per la constant recerca de bells ideals; en elles es mostra la profunda petjada que havia deixat en l'ànima de Viotti la màxima de Tartini: Per ben suonare, bisogna ben cantare. Finalment, Viotti fou un dels primers compositors de concerts per a violí que va saber treure profit complet dels seus recursos d'una orquestra acompanyant.
Entre els deixebles d'aquest artista hi figuraren la italiana Giulia Parravicini, el polonès August Duranowski, Jean-Baptiste Cartier, Andre Robberechts, Pierre Rode, Pixis, Paul i Francois Alday Cartier, Pierre Vacher, Labarre, Libón, Mori, Pinto i Roberrechts.

## Obra
Escrigué 29 concerts per a violí, i els 9 últims designats per les lletres A a L; 2 peces concertants per a dos violins; 21 quartets per a instruments d'arc; 21 trios per a dos violins i violoncel; 51 duos de violins, 13 serenates, 18 sonates de violí amb baix; 3 divertissements (nocturns) per a violí i piano, i una sonata per a piano. Alguns dels seus quartets i trios es publicaren en forma d'arranjaments com sonates per a violí.